# Riksförbundet för fältarbete
Riksförbundet för Fältarbete (RiF) är en intresseförening för socialt fältarbete. Föreningen har som målsättning att sprida information, möjliggöra metoddiskussion och erfarenhetsutbyte mellan föreningens medlemmar samt värna om fältarbete som metod i socialt arbete.
Föreningens dryga 200 medlemmar är indelade i 6 geografiska regioner där mycket av det praktiska utbytet mellan medlemmarna sker. Medlemmarna är vanligtvis kommunalt anställda, av social- eller fritidsförvaltningen, och arbetar huvudsakligen med uppsökande och förebyggande arbete bland ungdomar som riskerar att utveckla sociala problem. Yrkestitlarna varierar från fältarbetare, fältassistent och fältsekreterare till uppsökare eller ungdomspedagog.
Riksförbundet för Fältarbete arrangerar årligen en rikstäckande utbildning för fältarbetare från hela Sverige i samband med sitt årsmöte.
Riksförbundet för Fältarbete samarbetar med Landsforeningen for oppsøkende sosialt ungdomsarbeid i Norge och SSP-samrådet i Danmark. Riksförbundet för Fältarbete är även medlem i Dynamo International, ett internationellt fältarbetarnätverk med säte i Bryssel.